# Gary Basaraba

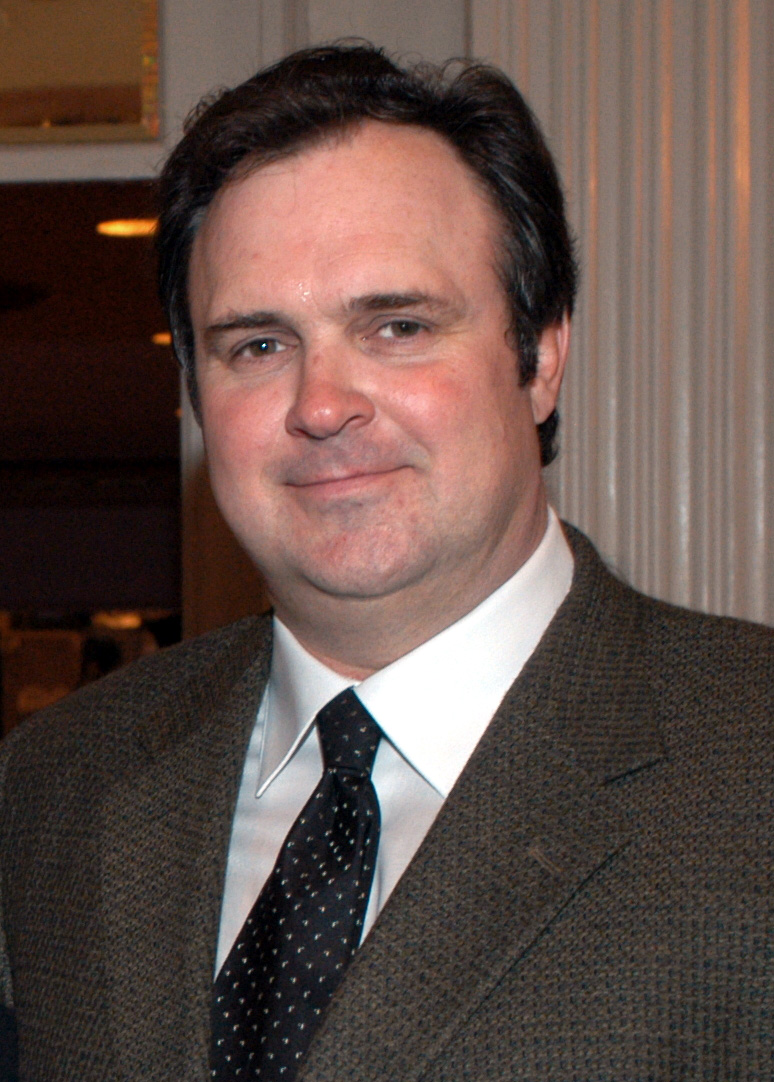
Gary Basaraba aux Preabody Awards de 2003

Gary Basaraba, né le 16 mars 1959 à Edmonton (Alberta), est un acteur américano-canadien.

## Formation
- Yale School of Drama

## Filmographie partielle

### Au cinéma
- 1985 : Alamo Bay : Leon
- 1985 : Sweet Dreams de Karel Reisz : Woodhouse
- 1985 : Un drôle de Noël (One Magic Christmas) : Jack Grainger
- 1986 : Sans pitié (No Mercy) de Richard Pearce : Joe Collins
- 1987 : Who's That Girl : Shipping Clerk
- 1988 : La Dernière Tentation du Christ (The Last Temptation of Christ) : André, apôtre
- 1989 : Little Sweetheart : Barkeeper
- 1991 : Le Vent sombre (The Dark Wind) : Larry
- 1991 : Beignets de tomates vertes (Fried Green Tomatoes) : Grady Kilgore
- 1994 : Mrs. Parker et le Cercle vicieux (Mrs. Parker and the Vicious Circle) d'Alan Rudolph : Heywood Broun
- 1994 : À chacun sa guerre (The War) de Jon Avnet : Dodge
- 1996 : Striptease : Alberto
- 1997 : Lifebreath : John
- 2002 : Unfaithful : Det. Mirojnick
- 2002 : Chien de flic 3 (K-9: P.I.) de Richard J. Lewis (sorti directement en vidéo en 2002)
- 2006 : Le Petit Monde de Charlotte (Charlotte's Web) : Homer Zuckerman
- 2009 : The Taking of Pelham 1 2 3 : Jerry Pollard (Motorman)
- 2011 : Les Schtroumpfs (The Smurfs) : le Schtroumpf costaud (voix)
- 2011 : The Smurfs: A Christmas Carol : le Schtroumpf costaud (voix)
- 2013 : Les Schtroumpfs 2 (The Smurfs 2) : le Schtroumpf costaud (voix)
- 2016 : Mr. Wolff (The Accountant) : Don
- 2016 : Dallas, Sunday Morning (court métrage) : Jack Ruby
- 2017 : Bienvenue à Suburbicon (Suburbicon) de George Clooney : oncle Mitch
- 2018 : Little Italy de Donald Petrie : Vincenzo « Vince » Campo
- 2019 : The Irishman : Frank « Fitz » Fitzsimmons (en)
- 2022 : Killers of the Flower Moon de Martin Scorsese : William « Bill » J. Burns

### À la télévision

#### Séries télévisées
- 1992 : New York, police judiciaire (saison 3, épisode 9) : Kevin Reilly
- 1997-1998 : Brooklyn South : sergent Richard Santoro
- 2001 : New York, unité spéciale (saison 2, épisode 19) : George Burton
- 2002 : Cold Case : Affaires classées (saison 6, épisode 15 : Protection trop rapprochée d'Alex Zakrzewski) : Vinnie Buonaforte / Brown
- 2002 - 2003 : Boomtown : Officier Ray Hechler
- 2004 : Everwood (saison 2)
- 2004 : New York, police judiciaire (saison 15, épisode 9) : officier John Worley
- 2005 : Close to Home : Juste Cause (saison 1 - épisode 7) : Randy Stevens
- 2006 : Les Experts (saison 6 - épisode 14) : Mr Sullivan
- 2010 : Blue Bloods (saison 1)
- 2011 : Castle (saison 3, épisode 20 : Tranches de mort de Steve Boyum)
- 2011 : Criminal Minds: Suspect Behavior (épisode 5 : Course contre la montre d'Andrew Bernstein) : William Meeks
- 2011 : Unforgettable (saison 1, épisode 5 : Le Côté obscur) de Peter Werner : Lt. Willard
- 2012 : Mentalist (saison 5)
- 2013 - 2014 : Person of Interest (saison 3)
- 2014 : Bones (saison 10, épisode 3 : Deux nuances de Booth de Michael Peterson)
- 2014 : Forever (épisode 10 : L'Homme au smoking de Jace Alexander) : Norman Sontag
- 2016 : Madam Secretary (saison 2)
- 2016 : NCIS : Nouvelle-Orléans (saison 2)
- 2018 : Esprits criminels (saison 13, épisode 16 : Dernier Soupir d'Adam Rodríguez) : James Odenkirk
- 2018 : New York, unité spéciale (saison 20, épisode 7) : William O'Boyle

#### Téléfilms
- 2012 : Meurtres à Charlotte (Hornet's Nest) de Millicent Shelton